# 人工尿道括約筋
人工尿道括約筋（じんこうにょうどうかつやくきん）は、尿失禁に対する手術法の一つ。米国のAMS社が提供するAMS800がゴールドスタンダードとなっている。特に男性の重症尿失禁に対しては最も信頼される手術法である。AMS社の人工尿道括約筋はこれまで約40年にわたって使用されており、世界中で13万人以上の患者の治療に使用されてきました。
AMS800は、尿道括約筋の動作機構を人工的に再建することによって、内因性括約筋不全（ISD）による尿失禁を治療します。
AMS800は、その長期的な安全性と有効性から、腹圧性尿失禁（SUI）の主要な治療法のひとつとなっています。

前立腺癌や前立腺肥大症の手術後には、尿をもれないようにする働きが障害を受けるため尿失禁が増加するが、術後1年以内に改善することが多いといわれている。しかし、1年を過ぎても尿失禁が多い場合にはこの手術も選択肢の一つとなり得る。また、骨盤骨折などの外傷による尿失禁、二分脊椎などの神経障害による尿失禁の場合にも適応となる可能性がある。

## 患者向け情報発信サイト
http://www.incontinence.jp
【人工尿道括約筋という治療選択肢 ～重い尿失禁にお悩みの方に】
（内容）体験者インタビュー／治療医コメント／人工尿道括約筋のしくみ／人工尿道括約筋を用いた治療に取り組んでいる医療機関リストなど。

## 構造と操作
人工尿道括約筋は尿道に巻き付けるカフ、括約筋の動作をコントロールするコントロールポンプ（陰嚢内に設置）、カフの圧を調整する圧調整バルーン（腹部に設置）の3つのパートから構成されている。通常、尿道に巻き付けたカフにより尿道が圧迫され尿がもれないようにされているが、排尿の際には陰嚢内に設置したコントロールポンプを操作することによりカフ内の水が圧調整バルーンに流入し、尿道が開くことにより排尿が可能となる。この水の移動は3〜4分で通常状態に戻るため、その間に排尿を済ませることで尿失禁を減少させる手術である。排尿後に3分から4分かけて尿道の圧迫が完成することから完全に失禁が消失することは少なく、多くの場合1日パッド1枚程度に改善することが多いといわれている。従って、まったくもれなくなるのではないことを十分理解する必要がある。電源を必要とせず構造も単純なことからメンテナンスが容易であるとされる。

## 合併症
人工括約筋植え込み手術は通常全身麻酔で行われるため、麻酔に関連する合併症は他の手術と同様である。この手術に特有の合併症としては、創部の感染、機械の動作不良、植え込み部の尿道のびらん・萎縮などが報告されている。

## 医療費
この手術は、2012年4月から健康保険が適用され通常の治療として行われることとなった（それまでは先進医療としての扱いで多額の自己負担金が必要であった）。